# Hallesches Heiltum

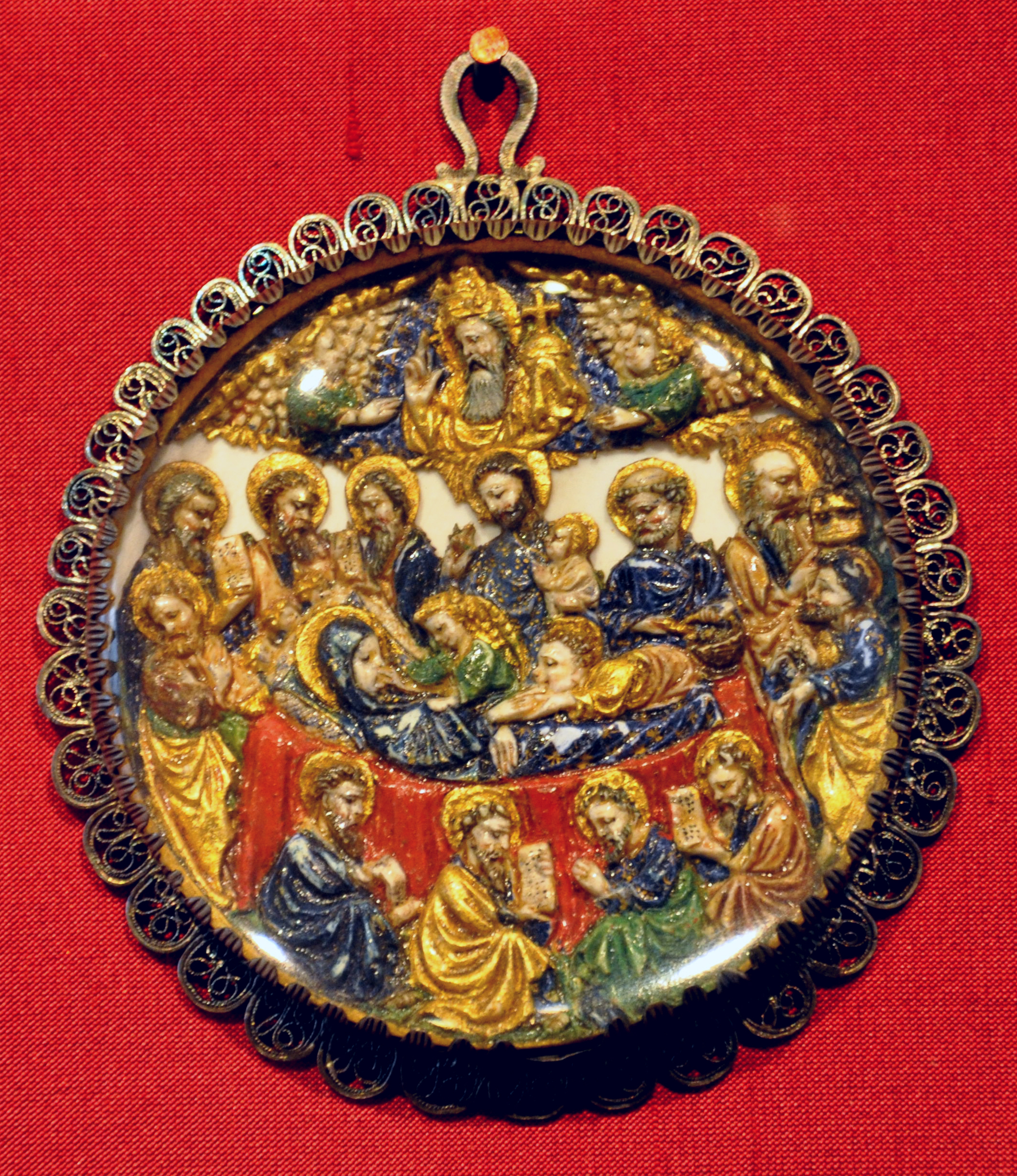
Elfenbeinrelief Marientod, Fragment aus einer nicht erhaltenen Monstranz aus dem Halleschen Heiltum, franco-flämisch, um 1400; Museum Angewandte Kunst, Frankfurt am Main

Als Hallesches Heiltum bezeichnet man die Reliquiensammlung des Erzbischofs von Magdeburg, Kardinal Albrecht von Brandenburg, in seiner Residenz Halle (Saale).

## Geschichte
Die von Albrecht von Brandenburgs Amtsvorgänger Ernst II. von Sachsen begonnene Reliquiensammlung bestand zu ihrer Blütezeit um 1520 aus 42 Körpern von Heiligen und 8133 Partikeln in 353 künstlerisch und materiell wertvollen Reliquiaren.
Albrecht ließ in seiner Lieblingsresidenz Halle (Saale) neben dem Neubau der Marktkirche eine ehemalige Dominikanerkirche zur Stiftskirche (als Hallescher Dom bezeichnet) umbauen und direkt daneben seine Neue Residenz errichten. Das Hallesche Heiltum bewahrte Albrecht zunächst in der erzbischöflichen Moritzburg, ab 1520 im „Neuen Stift des hl. Moritz und der Seligen Maria Magdalena zum Schweißtuch des Herrn“ in Halle auf, wo 1520 und 1521 Heiltumszeigungen stattfanden. Der Reliquienschatz wurde durch ein 1520 gedrucktes, reich bebildertes Heiltumsbuch bekannt gemacht.
Der Erzbischof ließ nicht nur Reliquien und kostbare Reliquiare aus aufgelösten Klöstern und Stiften Halles in das „Neue Stift“ überführen, sondern akquirierte auch unter nachdrücklichem Einsatz seiner bischöflichen Autorität Heiligtümer in anderen Kirchen Mitteldeutschlands. Die immer größer werdende Reliquiensammlung wurde von Martin Luther 1521 als „Abgott von Halle“ bezeichnet.
Die immense und stetig wachsende Verschuldung des Kardinals, die u. a. durch den Ausbau des Heiltums verursacht wurde, veranlassten Albrecht aber auch, dem Heiltum immer wieder kostbare Reliquiare zu entnehmen und diese nach Entnahme der Reliquien zu veräußern oder einschmelzen zu lassen. Um der gewaltig angewachsenen Verschuldung Herr zu werden, musste Albrecht seine Finanzen vor dem Landtag in Calbe (Saale) offenlegen und die Landstände um Hilfe bitten. Diese nötigten Albrecht 1541, das „Neue Stift“ aufzulösen, Halle für immer zu verlassen und sich in das nicht von der Reformation erfasste Mainzer Erzbistum zurückzuziehen. Das Hallesche Heiltum und die meisten seiner Kunstschätze nahm er nach Aschaffenburg mit, wo er sie in einer Handschrift, dem „Aschaffenburger Codex“ (in der Aschaffenburger Hofbibliothek, Ms. 14), beschreiben und abbilden ließ. Teile des Reliquienschatzes verkaufte er, um Ansprüche der Domkapitel von Magdeburg und Halberstadt abgelten zu können. Heiltum und Kunstwerke sind heute verstreut; nur etwa zwanzig Reliquiare – und diese meist nur als Fragment – haben die Zeit überdauert.